# 恰丹
恰丹 （俄语：Чадан），中华民国时代翻译为加大。是俄罗斯图瓦共和国的一座城镇，准-赫姆奇克区的行政中心。人口9035（2010年）。俄罗斯国防部长谢尔盖·绍伊古就出生于恰丹。該地有面包厂和黄油厂以及煤炭行業。
51°17′N 91°34′E / 51.28°N 91.57°E